# Новохопёрская верфь
Новохопёрская верфь — корабельная верфь, на которой в 1768—1774 годы строились корабли для Донской флотилии.

## История
В 1770 году на Новохопёрской верфи начали строиться два 32-пушечных фрегата «Первый» (32 пушки) и «Второй», которые были спущены в 1771 году. В 1771 году на верфи были построены транспортные суда, а в 1772—1774 годы — ещё два фрегата, которые после окончания Русско-турецкой войны пытались вернуть обратно на верфь, но довели только до устья Дона. В 1774 году с Новохопёрской верфи были спущены построенные И. И. Афанасьевым два палубных бота и два галиота и отправлены в Азовское море. Известно, что в 1778 году на верфи строились ещё бомбардирский корабль, два фрегата; существовали планы строительства двух галиот и одного бота.
До 1774 года руководителем кораблестроения на Новохопёрской верфи был капитан первого ранга А. Л. Тишевский, а с 1774 года — капитан И. Паренаго.